# Höhner
Die Höhner (Kölsch für ‚Hühner‘, ursprünglich De Höhner für ‚Die Hühner‘) sind eine Kölner Musikgruppe. Zu ihren bekanntesten Liedern gehören Schenk mir dein Herz, Ich bin ene Räuber und das auch überregional bekannte Viva Colonia sowie der Song zur Handball-WM 2007 Wenn nicht jetzt, wann dann? und das zur Fußball-WM 2014 häufig gespielte Steh auf, mach laut!

## Bandgeschichte

### Gründung und die frühen Jahre
1972 gründeten Peter Werner, Walter Pelzer, Rolf Lessenich und Janus Fröhlich die Band Ne Höhnerhoff. In den ersten Jahren traten sie in Hühnerkostümen auf. Dabei war es üblich, dass die Band auf die Bühne ging und „Gack gack gack?“ fragte, worauf das Publikum mit „Gack gack gack!“ antwortete. Nach den Auftritten sah es meist wie auf einem Hühnerhof aus, weil sich die echten Federn von den Kostümen gelöst und sie zudem Federn ins Publikum geworfen hatten. Aus diesem Grund, und weil die Musiker im Scheinwerferlicht stark schwitzten, trennten sie sich von den aufwändigen Kostümen. Der größte Hit in dieser Zeit war Scheiß ejal, ob do Hohn bess oder Hahn aus dem Jahr 1974, der auch noch heute im Karneval gesungen wird.
Die Band benannte sich 1975 in De Höhner um. 1976 engagierte Willy Millowitsch die Band für 96 Auftritte in seinem Kölner Volkstheater. Danach erschien die erste Single Jrillparty. 1977 wurde Gründungsmitglied Rolf Lessenich durch Frontmann Peter Horn ersetzt; Walter Pelzer stieg ein Jahr später aus, auf ihn folgte Franz-Martin Willizil. 1978 begann die Beziehung zum 1. FC Köln und dessen Fans. Im selben Jahr, als der Verein Deutscher Meister wurde, veröffentlichte die Gruppe das erste ihrer dem Klub gewidmeten Lieder: Unser Bock es Meister – In Anspielung auf das FC-Maskottchen. Im Jahr 1985 wurde das Lied Unser Hätz schleit för der FC Kölle (nach der Melodie des irischen It’s a Long Way to Tipperary) zum FC-Lied, das regelmäßig vor den Spielen angestimmt wurde. Bis heute wird vor den Heimspielen im Müngersdorfer Stadion die FC-Hymne Mir stonn zu dir, FC Kölle mitgesungen; basierend auf der Melodie des schottischen Traditional Loch Lomond.
Ebenfalls 1978 veröffentlichte die Band ihr erstes Album Ich well noh Hus, das den heutigen Karnevalsklassiker Blootwoosch, Kölsch un e lecker Mädche enthält, eine Coverversion von Buck Owens Cigarettes, Whiskey and Wild Wild Women. Im selben Jahr erschien das Doppelalbum Lang usjebröt. Auf der 1979 erschienenen Langspielplatte Verzäll doch ens befindet sich Ich ben ne Räuber, eine kölsche Version der schottischen Volksweise I'm a Rover, mit dem die Gruppe einen weiteren modernen Klassiker der Kölner Karnevalsmusik etablierte. Den Text dichtete Peter Horn-Peters. Im selben Jahr brachte die Band Ihre größten Erfolge heraus und erweiterte die Gruppe mit dem Bassisten Günter Steinig auf fünf Mitglieder.

### Die 1980er Jahre
Als der Durchbruch geschafft war, erhielt die Band in den Folgejahren diverse Ehrungen und Preise. Allein viermal verliehen die Kölsche Funke rut-wieß vun 1823 e. V. den Höhnern ihren „Orden für das beste kölsche Lied“. 1982 unterschrieb die Band einen Plattenvertrag bei EMI. 1987 verließ Frontmann Peter Horn die Band und wurde durch Henning Krautmacher ersetzt. Im selben Jahr fiel das „De“ aus dem Bandnamen weg, und die Gruppe spielte erstmals hochdeutsche Stücke ein. Auf dem ersten Album mit Krautmacher mit dem Titel Für Dich veröffentlichten sie neben den Liedern Ruf doch mal an, Kein Meer mehr da und Für Dich den Karnevalshit Pizza wundaba, dessen Text Jan Peter Fröhlich, Peter Werner-Jates, Franz-Martin Willizil, Günter Steinig und Henning Krautmacher nach einer Vorlage von Noceroni in italienisch-kölschem Kauderwelsch schrieben. In den 1980er Jahren veröffentlichten die Höhner neun Alben.

### Die 1990er Jahre
Zu Beginn des neuen Jahrzehnts verließ Bassist Günter Steinig die Band und wurde durch den Schlagersänger Hannes Schöner ersetzt. Durch die Verwendung deutscher Texte und musikalische Weiterentwicklung wurden die Höhner allmählich auch außerhalb des Kölner Karnevals aktiv. Auch das soziale Engagement steigerte sich, wie etwa anlässlich der AG Arsch huh gegen Nazis am 9. November 1992 auf dem Kölner Chlodwigplatz. Dafür schrieben die Höhner das Lied Wann jeiht dr Himmel widder op?. 1992 begann die Band eine Konzertreihe im Kölner Millowitsch-Theater unter dem Titel Zwei Zimmer, Küche, Diele, Bad. Die Gruppe hatte drei Jahre zuvor Willy Millowitsch das Lied Willy, wat wör Kölle ohne Dich zum 80. Geburtstag gewidmet.
Im nächsten Jahr startete die Gruppe ihre nächste Konzertreihe, die Höhner Classics. Bei diesen Konzerten werden klassisch arrangierte Lieder der Band zusammen mit dem Orchester Junge Sinfonie Köln in der Kölner Philharmonie aufgeführt. Dabei wurde mit der irischen Gruppe Galleon die kölsch-englische Version von Minsche wie mir (People Like Us) gespielt. Günter Hässy, der Gründer und ehemaliger Leiter der Jungen Sinfonie Köln, arbeitete eng mit beiden Bands zusammen und arrangierte Höhner-Lieder im klassischen Stil. 1998 stieß der Gitarrist und Violinist Pete Bauchwitz zur Band. Im folgenden Jahr verließ Franz-Martin Willizil die Höhner und wurde durch Ralle Rudnik ersetzt. In den 1990er Jahren veröffentlichten die Höhner zwölf Alben.

### 2000 bis 2015

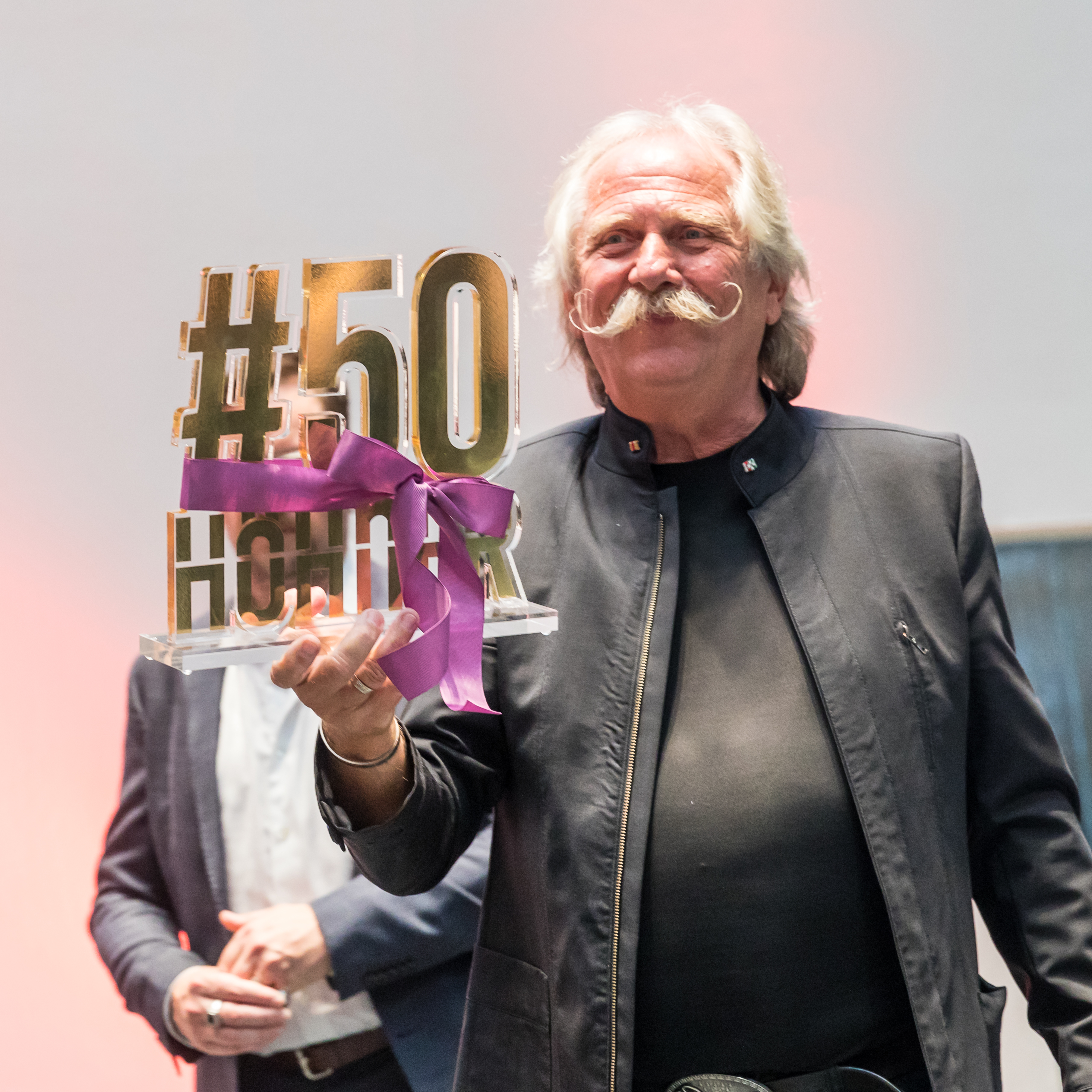
Der damalige Frontmann Henning Krautmacher (2022)

Anfang des neuen Jahrtausends wurde die Gruppe für ihr Album Best of − 25 Jahre für den Musikpreis Echo in der Kategorie Gruppe des Jahres national nominiert; dann erhielten sie ihre erste Goldene Schallplatte für die Single Die Karawane zieht weiter, und schließlich starteten sie eine Zusammenarbeit mit dem Kölner Circus Roncalli. Unter dem Titel Höhner Rockin' Roncalli Show tourt die Gruppe mit dem Zirkus durch Deutschland. Die Zirkusshow wird von der Band mit speziell darauf abgestimmter Musik begleitet. Auch die Artisten haben ihre Auftritte auf die Musik abgestimmt, und teilweise treten auch die Bandmitglieder als Artisten auf.
2003 gelang der Gruppe mit dem Titel Viva Colonia ein deutschlandweiter Erfolg. Auch auf dem Münchener Oktoberfest wurde das Lied zum Wies’n-Hit 2004 und 2005. Pete Bauchwitz verließ die Band im Juni 2003 und wurde durch Jens Streifling ersetzt, ein ehemaliges Mitglied der kölschen Rockgruppe BAP. 2005 bekamen die Höhner die Goldene Stimmgabel in der Kategorie „Beste Gruppe in der Kategorie Schlager“ verliehen. Im selben Jahr ging die Band erstmals auf Deutschlandtour.
Die Höhner veröffentlichten 2005 das Album 6:0. Neben dem Sessionlied Ohne dich geht es nicht wurde auf dieser CD die Erstversion von Wenn nicht jetzt, wann dann? veröffentlicht. Nachdem der Song in einer abgeänderten Version zum offiziellen WM-Song der Handball-Weltmeisterschaft 2007 geworden war, platzierte er sich in den Hitparaden. Im Februar 2007 war das Lied auf Platz eins in den offiziellen Verkaufscharts von Media Control. Seit 2007 sind die Höhner Mitglied der vom damaligen Bundesminister Sigmar Gabriel anlässlich der CBD-COP9 ins Leben gerufenen Naturallianz, die sich für den Erhalt der biologischen Vielfalt einsetzt. 2007 erhielt die Gruppe erneut die Goldene Stimmgabel in der Kategorie „Erfolgreichste Gruppe Schlager“.
Zum Jahresende 2007 verließ Gitarrist Ralle Rudnik die Band, um sich seinen Soloprojekten widmen zu können. Sein Nachfolger wurde der Waliser John Parsons. 2009 hatten die Höhner einen kurzen Auftritt im Kölner Tatort Platt gemacht. Am Ende des Krimis sangen sie das Stück Alles Verlore.

### Seit 2015
Im März 2015 verkündeten Janus Fröhlich und Peter Werner ihren Ausstieg. Als Ersatz für Fröhlich wurde der Schlagzeuger Wolf Simon engagiert, der bereits 2011 für mehrere Konzerte eingesprungen war. Nachfolger von Werner am Keyboard wurde der Erkelenzer Micki Schläger. Das Album Alles op Anfang markierte 2016 den Start der neuen Besetzung.
Im Sommer 2018 verließ John Parsons die Band, um sich um sein Soloprojekt zu kümmern. Seinen Platz nahm der Niederländer Joost Vergoossen ein. Im Herbst 2018 übernahm der Kölner Schlagzeuger Heiko Braun die Nachfolge von Wolf Simon. Ende 2020 schied Bassist und Sänger Hannes Schöner aus der Band aus, steht aber weiterhin als Berater und Komponist zur Verfügung. Im Januar 2021 trat der in Köln lebende Bochumer Frederik „Freddi“ Lubitz als neuer Bassist in die Band ein. Joost Vergoossen wurde Ende April 2021 nach Angaben der Band unter anderem wegen seiner in sozialen Medien vertretenen Ansichten zur COVID-19-Pandemie entlassen. Zur Trennung kam es demnach schließlich, als Joost sich öffentlich zu einem niederländischen Rechtspopulisten und dessen Partei bekannt hatte.
Zum Jahresende 2022 kündigte Henning Krautmacher sein Ausscheiden an. Seine für diesen Zeitpunkt vorgesehene Nachfolge als Frontmann trat der Sänger Patrick Lück, der im November 2021 zur Band gekommen war, vorzeitig an, als Krautmacher seinen Ausstieg wegen Krankheit seiner zweiten Ehefrau auf Anfang November 2022 vorzog.

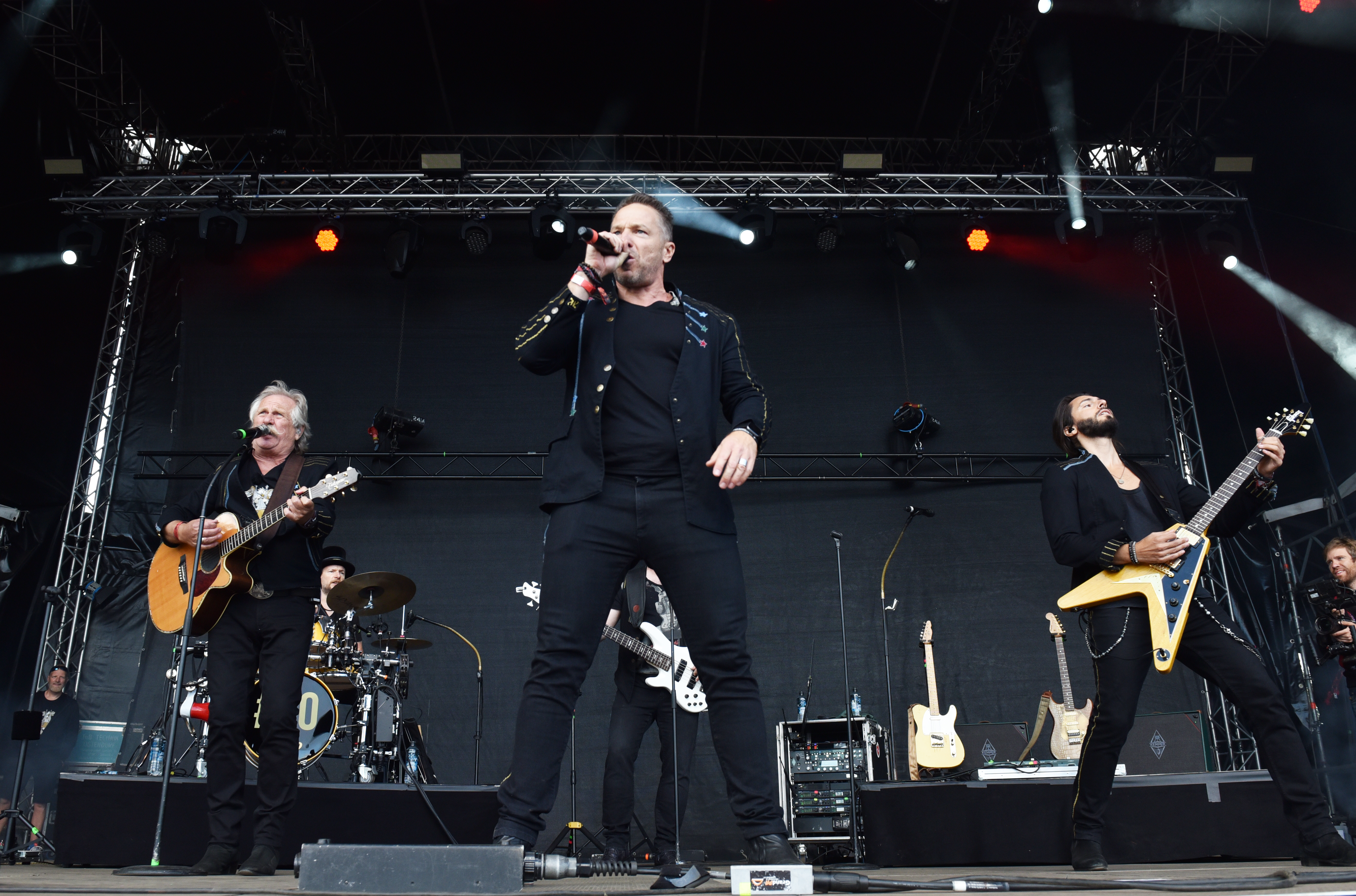
Die Höhner beim Wacken Open Air (2022)

Anfang August 2022 traten die Höhner beim Metal-Festival Wacken Open Air auf, bei dem sie unter anderem den Metallica-Song Nothing Else Matters mit eigenem Text spielten – 2019 hatte die amerikanische Band bei ihrem Auftritt Viva Colonia gecovert.

## Diskografie

### Studioalben
| Jahr | Titel                          | Höchstplatzierung, Gesamtwochen, AuszeichnungChartplatzierungen (Jahr, Titel, Platzierungen, Wochen, Auszeichnungen, Anmerkungen) | Höchstplatzierung, Gesamtwochen, AuszeichnungChartplatzierungen (Jahr, Titel, Platzierungen, Wochen, Auszeichnungen, Anmerkungen) | Anmerkungen                       |
| Jahr | Titel                          | DE | AT | Anmerkungen                       |
| ---- | ------------------------------ | --- | --- | --------------------------------- |
| 1998 | Die Karawane zieht weiter...   | DE38 (6 Wo.)DE | — | Charteinstieg: 28. September 1998 |
| 2001 | 2, 3, 4                        | DE26 (6 Wo.)DE | — | Charteinstieg: 5. Februar 2001    |
| 2003 | Classic Andante                | DE86 (1 Wo.)DE | — | Charteinstieg: 6. Oktober 2003    |
| 2004 | Viva Colonia                   | DE37 (8 Wo.)DE | — | Charteinstieg: 19. Januar 2004    |
| 2005 | 6:0                            | DE46 (2 Wo.)DE | — | Charteinstieg: 10. Oktober 2005   |
| 2007 | Jetzt und hier!                | DE34 (6 Wo.)DE | — | Charteinstieg: 23. November 2007  |
| 2009 | Himmelhoch High                | DE27 (6 Wo.)DE | — | Charteinstieg: 30. Oktober 2009   |
| 2010 | Weihnacht 2                    | DE90 (1 Wo.)DE | — | Charteinstieg: 10. Dezember 2010  |
| 2012 | 4.0                            | DE12 (9 Wo.)DE | — | Charteinstieg: 27. Januar 2012    |
| 2014 | Mach laut!                     | DE20 (5 Wo.)DE | — | Charteinstieg: 4. April 2014      |
| 2016 | Alles op Anfang                | DE15 (5 Wo.)DE | — | Charteinstieg: 15. Januar 2016    |
| 2018 | Wir sind für die Liebe gemacht | DE32 (2 Wo.)DE | — | Charteinstieg: 23. März 2018      |
| 2024 | 11 + 11                        | DE21 (1 Wo.)DE | — |                                   |

Weitere Studioalben
- 1978: Ich well noh hus
- 1979: Verzäll doch noch ens
- 1980: Clown
- 1981: Näl met Köpp
- 1982: Ich ben ne Räuber
- 1983: Schlawiner
- 1984: Op Jöck
- 1987: Für dich
- 1988: Guck mal
- 1989: Wenn’s dir gut geht
- 1990: Leider gut
- 1992: Aktuell
- 1993: Dat es ne jode Lade he
- 1994: Wartesaal der Träume
- 1996: Made in Kölle
- 1996: Höhner Weihnacht – Doheim un üvverall
- 2006: Here We Go
- 2008: Nase vorn
- 2018: Weihnacht 3

### Livealben
| Jahr | Titel                       | Höchstplatzierung, Gesamtwochen, AuszeichnungChartplatzierungen (Jahr, Titel, Platzierungen, Wochen, Auszeichnungen, Anmerkungen) | Höchstplatzierung, Gesamtwochen, AuszeichnungChartplatzierungen (Jahr, Titel, Platzierungen, Wochen, Auszeichnungen, Anmerkungen) | Anmerkungen                    |
| Jahr | Titel                       | DE | AT | Anmerkungen                    |
| ---- | --------------------------- | --- | --- | ------------------------------ |
| 2002 | Die ersten 30 Jahre         | DE40 (12 Wo.)DE | — | Charteinstieg: 7. Oktober 2002 |
| 2007 | Live On Tour                | DE37 (8 Wo.)DE | — | Charteinstieg: 19. Januar 2007 |
| 2009 | 360° – Live @ Lanxess Arena | DE38 (8 Wo.)DE | — | Charteinstieg: 16. Januar 2009 |

Weitere Livealben
- 1991: Kumm loss mer fiere (Live)
- 1994: Classic – Live aus der Kölner Philharmonie

### Kompilationen
| Jahr | Titel                                   | Höchstplatzierung, Gesamtwochen, AuszeichnungChartplatzierungen (Jahr, Titel, Platzierungen, Wochen, Auszeichnungen, Anmerkungen) | Höchstplatzierung, Gesamtwochen, AuszeichnungChartplatzierungen (Jahr, Titel, Platzierungen, Wochen, Auszeichnungen, Anmerkungen) | Anmerkungen                       |
| Jahr | Titel                                   | DE | AT | Anmerkungen                       |
| ---- | --------------------------------------- | --- | --- | --------------------------------- |
| 1998 | Best Of – 25 Jahre                      | DE24 (14 Wo.)DE | — | Charteinstieg: 16. März 1998      |
| 2005 | Da simmer dabei – Die größten Partyhits | DE9 Gold · (11 Wo.)DE | — | Charteinstieg: 17. Januar 2005    |
| 2007 | Wenn nicht jetzt, wann dann?            | DE50 (10 Wo.)DE | — | Charteinstieg: 13. April 2007     |
| 2022 | 50 Jahre – 50 Hits                      | DE24 (1 Wo.)DE | — | Charteinstieg: 16. September 2022 |

Weitere Kompilationen
- 1979: Lang usjebröt
- 1986: 10 Johr Stimmung us Kölle

### Singles
| Jahr | Titel Album                                                                     | Höchstplatzierung, Gesamtwochen, AuszeichnungChartplatzierungen (Jahr, Titel, Album, Platzierungen, Wochen, Auszeichnungen, Anmerkungen) | Höchstplatzierung, Gesamtwochen, AuszeichnungChartplatzierungen (Jahr, Titel, Album, Platzierungen, Wochen, Auszeichnungen, Anmerkungen) | Anmerkungen                                        |
| Jahr | Titel Album                                                                     | DE | AT | Anmerkungen                                        |
| ---- | ------------------------------------------------------------------------------- | --- | --- | -------------------------------------------------- |
| 1998 | Die Karawane zieht weiter... dä Sultan hät Doosch! Die Karawane zieht weiter... | DE12 (16 Wo.)DE | — | Charteinstieg: 2. Februar 1998                     |
| 1999 | Die Karawane zieht weiter... dä Sultan hät Doosch! (Remix) –                    | DE38 Gold · (9 Wo.)DE | — | Charteinstieg: 25. Januar 1999                     |
| 1999 | Der liebe Gott weiß, dass ich kein Engel bin Die Karawane zieht weiter...       | DE67 (2 Wo.)DE | — | Charteinstieg: 15. Februar 1999                    |
| 2000 | Immer freundlich lächeln 2, 3, 4                                                | DE64 (6 Wo.)DE | — | Charteinstieg: 7. Februar 2000                     |
| 2000 | Die längste Karnevalssingle der Welt –                                          | DE51 (7 Wo.)DE | — | Charteinstieg: 7. Februar 2000                     |
| 2001 | Dicke Mädchen haben schöne Namen 2, 3, 4                                        | DE41 (9 Wo.)DE | — | Charteinstieg: 22. Januar 2001                     |
| 2002 | Sansi Bar Viva Colonia                                                          | DE33 (8 Wo.)DE | — | Charteinstieg: 14. Januar 2002 feat. Mama Afrika   |
| 2003 | Viva Colonia                                                                    | DE20 Platin · (55 Wo.)DE | AT70 (1 Wo.)AT | Charteinstieg: 27. Januar 2003                     |
| 2004 | Alles was ich will Viva Colonia                                                 | DE68 (5 Wo.)DE | — | Charteinstieg: 9. Februar 2004                     |
| 2005 | Länger –                                                                        | DE60 (7 Wo.)DE | — | Charteinstieg: 10. Januar 2005                     |
| 2006 | Ohne dich geht es nicht 6:0                                                     | DE61 (8 Wo.)DE | — | Charteinstieg: 20. Januar 2006                     |
| 2007 | Dä kölsche Pass –                                                               | DE47 (9 Wo.)DE | — | Charteinstieg: 12. Januar 2007                     |
| 2007 | Wenn nicht jetzt, wann dann?                                                    | DE1 Platin · (58 Wo.)DE | — | Charteinstieg: 16. Februar 2007                    |
| 2008 | Mir kumme mit Allemann vorbei Jetzt und hier                                    | DE48 (5 Wo.)DE | — | Charteinstieg: 18. Januar 2008                     |
| 2008 | Echte Fründe –                                                                  | DE75 (5 Wo.)DE | — | Charteinstieg: 8. Februar 2008                     |
| 2009 | NaJuCo Colonia (Live) 360° – Live @ Lanxess Arena                               | DE48 (8 Wo.)DE | — | Charteinstieg: 16. Januar 2009                     |
| 2009 | Schenk mir dein Herz –                                                          | DE13 Gold · (23 Wo.)DE | — | Charteinstieg: 23. Oktober 2009                    |
| 2010 | Viva Südafrika –                                                                | DE54 (4 Wo.)DE | — | Charteinstieg: 18. Juni 2010 feat. Right Said Fred |
| 2011 | Carneval 4.0                                                                    | DE48 (2 Wo.)DE | — | Charteinstieg: 18. Februar 2011                    |
| 2011 | 6 bis 8 Stunden Schlaf 4.0                                                      | DE67 (4 Wo.)DE | — | Charteinstieg: 18. November 2011                   |
| 2012 | Ävver et hätz bliev he in Kölle –                                               | DE38 (4 Wo.)DE | — | Charteinstieg: 23. November 2012 feat. Stefan Raab |
| 2014 | Das geht nie vorbei Mach laut!                                                  | DE75 (3 Wo.)DE | — | Charteinstieg: 31. Januar 2014                     |
| 2014 | Steh auf, mach laut! Mach laut!                                                 | DE63 (3 Wo.)DE | — | Charteinstieg: 25. Juli 2014                       |
| 2023 | Prinzessin 50 Jahre – 50 Hits                                                   | DE27 (3 Wo.)DE | — | Charteinstieg: 17. Februar 2023                    |

Weitere Singles
- 1972: Jrillparty / Et jeiht nix üvver Ostermann
- 1976: Höhnerhoff Rock / Ich liebe Dich wie Apfelmus
- 1978: Unsre Bock es Meister / Kater Blues
- 1978: Blootwoosch, Kölsch un e lecker Mädche
- 1979: Ich ben ne Räuber
- 1980: Minge Dom, ich ben stolz op dich
- 1981: Winke, winke
- 1982: Dat Hätz vun dr Welt
- 1984: Echte Fründe
- 1984: En Villa an dr Ville
- 1985: Ich han Trone in de Auge
- 1987: Pizza wundaba
- 1988: Scirocco in Marokko
- 1988: Kein Meer mehr da
- 1990: Küsschen
- 1990: Festa Italiana (Fußball wundaba)
- 1991: Kumm loss mer fiere
- 1992: Hey Kölle, Du bes e Jeföhl
- 1992: Nemm mich su wie ich ben
- 1994: Wartesaal der Träume
- 1996: Met Breef un Siejel
- 1998: Jetzt gehts los
- 1998: Mer ston zo dir FC Kölle
- 1999: Lenya
- 2001: Liebchen
- 2006: Here We Go!
- 2015: Kumm los mer danze
- 2017: Wir sind für die Liebe gemacht
- 2018: Wir halten die Welt an (Remix)
- 2023: Es ist nicht so, wie du denkst

### Videoalben
- 2001: Höhner Rockin’ Roncalli Show: Rheinland des Lächelns

## Sonstiges
- Die drei Tunnelbohrmaschinen „Tosca“, „Rosa“ und „Carmen“, die beim Bau der Kölner Nord-Süd-Stadtbahn eingesetzt wurden, sind nach dem Lied Dicke Mädchen haben schöne Namen der Höhner benannt.[15]
- Seit November 2011 ist Janus Fröhlich Botschafter der UN-Dekade Biologische Vielfalt.[16]

## Auszeichnungen

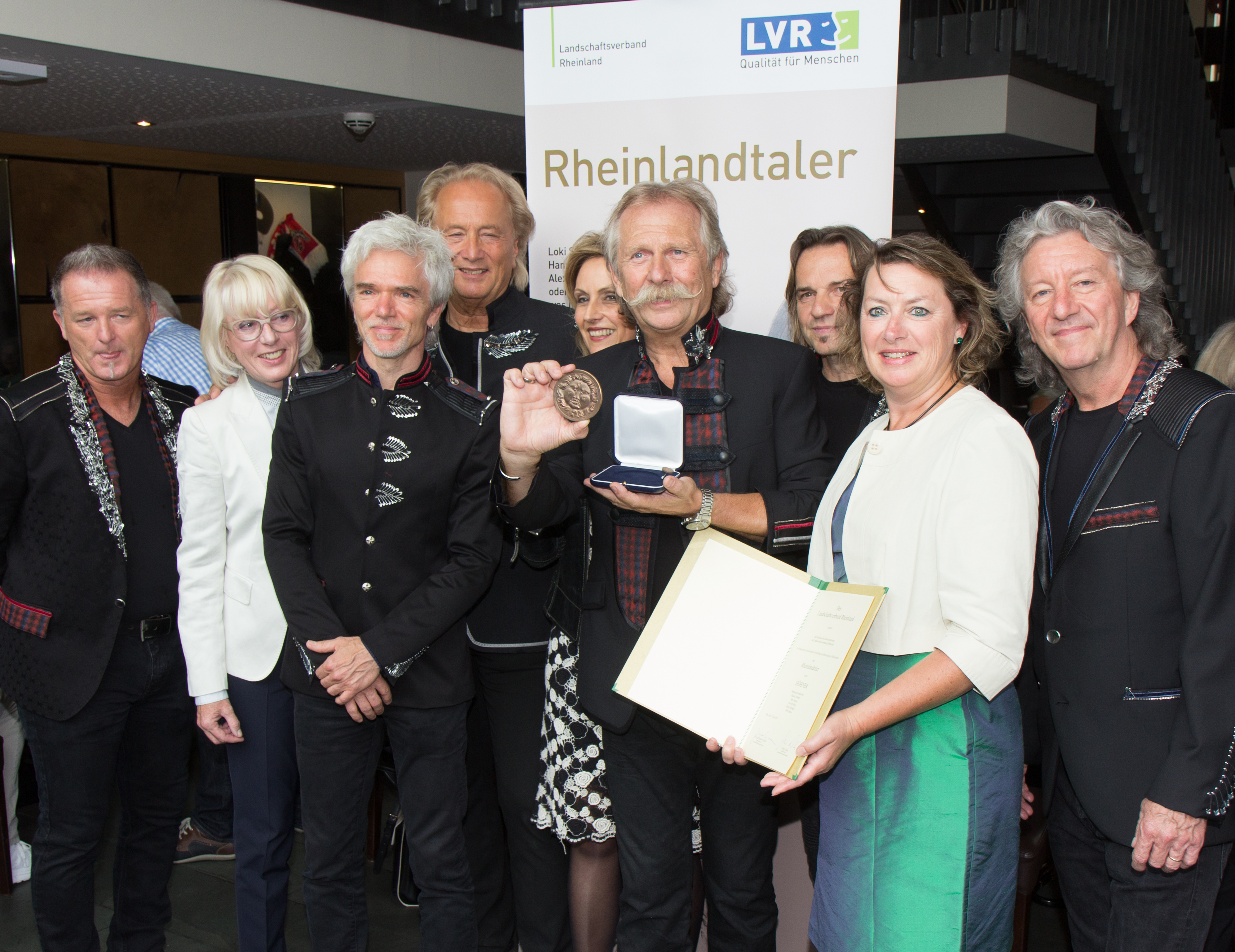
Verleihung des Rheinlandtalers des LVR an die Höhner, 2017

Der Band wurde 1999 die Willi-Ostermann-Medaille verliehen; das ist die höchste offizielle Auszeichnung im Zusammenhang mit dem Karneval in Köln. 2010 erhielt die Mundartband den Lehrer-Welsch-Sprachpreis. 2017 wurden die Höhner mit dem Rheinlandtaler des Landschaftsverband Rheinland für ihr kulturelles und gesellschaftliches Engagement ausgezeichnet.